# Azra
Azra — югославская рок-группа из Загреба (тогда Социалистическая Республика Хорватия), которая была популярной в 1980-х годах. Коллектив был сформирован в 1977 году фронтменом Бранимиром «Джонни» Штуличем (Branimir Štulić). Двумя другими членами оригинального состава были Мишо Хрняк (Мисо Hrnjak) (бас) и Борис Лайнер (Boris Leiner) (ударные). Группа получила своё название в честь стихотворения «Der ASRA» Генриха Гейне. Azra считается одной из самых влиятельных групп югославского рок-движения середины 80-х, так называемого «novi val» (новая волна, то есть new wave).

## История
Свой первый сингл с песнями «Balkan» и «A šta da radim» они выпустили в 1979 году. Первый альбом под одноимённым названием «Azra» был издан годом позже и достиг коммерческого успеха и прославил коллектив по всей тогдашней Югославии. Эта пластинка считается самым успешным дебютом в истории югославского рока. Последующие годы ознаменовались плодотворной студийной и концертной деятельностью группы — за достаточно короткий промежуток времени свет увидели двойные и даже тройные номерные и концертные альбомы. Со временем меняется звучание коллектива — к составу группы присоединяется духовая секция. Также изменения претерпевают и тексты песен — дебютировав с преимущественно любовной лирикой, со временем группа добавляет в репертуар композиции и с политическим окрасом.
Свой последний студийный альбом Između krajnosti Azra выпустила в 1987 году. В 1988 году группа записала 4LP концертный альбом под названием Zadovoljština («Удовольствие»), после чего Штулич решил распустить коллектив. Последний концерт состоялся на острове Хвар в 1990 году. После этого фронтмен группы Бранимир переезжает в Нидерланды, где записал три сольных альбома. В 2003 году выходит документальный фильм Sretno dijete, в котором Азра изображается одним из флагманов рок-сцены бывшей Югославии в 1980-х, наряду с Bijelo Dugme. Даже на сегодняшний день Азра остаётся очень популярной среди молодёжи в странах бывшей Югославии.

## Наследие
- в 1998 году музыкальные критики бывшей Югославии составили список ста лучших альбомов югославской поп- и рок-музыки. В списке оказались пять альбомов Азры, причём три из них — в топ-10.
- В списке белградского радио B92 «100 лучших песен бывшей Югославии» присутствуют четыре песни Азры. Все из них в Топ-20.

## Дискография
- Azra — (Jugoton, 1980)
- Sunčana strana ulice (The Sunny side of the street) — (Double — Jugoton, 1981)
- Ravno do dna (Straight to the bottom) — (Triple Live — Jugoton, 1982)
- Filigranski pločnici (The Filigree Sidewalks) — (Double — Jugoton, 1982)
- Kad fazani lete (When pheasants fly) — (Jugoton, 1983)
- Krivo srastanje (The Mistaken Sublimation) — (Jugoton, 1984)
- It Ain't Like the Movies At All — (Triple — Diskoton, 1986)
- Između krajnosti (In Between Extremes) — (Jugoton, 1987)
- Zadovoljština (Satisfaction) — (Quadruple Live, 1988)